# A libapásztorlány
A libapásztorlány (eredeti cím: Die Gänsemagd) egész estés német televíziós film. A forgatókönyvet Anja Kömmerling és Thomas Brinx írta, Sibylle Tafel rendezte, a zenéjét Enjott Schneider szerezte, a producer Ingelore König, Jörg Tinkl és Patricia Vasapollo.
Németországban 2009. december 26-án vetítették le a televízióban.

## Szereplők
| Szereplő                | Színész            | Magyar hang      | Leírás |
| ----------------------- | ------------------ | ---------------- | ------ |
| Elisabeth hercegnő      | Karoline Herfurth  | Csifó Dorina     |        |
| Leopold herceg          | Florian Lukas      | Dolmány Attila   |        |
| Magdalena, a komorna    | Susanne Bormann    | Molnár Ilona     |        |
| Kürdchen, a libapásztor | Julius Römer       | Boldog Gábor     |        |
| Dorothea királynő       | Petra Kelling      |                  |        |
| Gustav király           | Henry Hübchen      | Cs. Németh Lajos |        |
| mutatványos             | Richard van Weyden |                  |        |
| Tusnelda                | Katrin Filzen      |                  |        |

- További szereplők: Kántor Kitty, Fabó Györgyi, Kiss Anikó